# Auloue
L'Auloue est un affluent droit de la Baïse en Gascogne dans le sud-ouest de la France. À ne pas confondre avec l'Auroue dont le parcours s'effectue également dans le Gers ou avec l'Aussoue qui est un affluent de la Save.

## Géographie
De 45,4 km de longueur, l'Auloue prend sa source dans le Gers à L'Isle-de-Noé entre Barran et Miramont-d'Astarac, et elle se jette dans la Baïse à Maignaut-Tauzia.

### Départements et communes traversés
- Gers : L'Isle-de-Noé, Saint-Jean-le-Comtal, Lasséran, Barran, Auch, Ordan-Larroque, Biran, Antras, Jegun, Bonas, Castéra-Verduzan, Ayguetinte, Larroque-Saint-Sernin, Saint-Puy, Valence-sur-Baïse, Maignaut-Tauzia

## Principaux affluents
L'Auloue a quinze ruisseaux affluents contributeurs dont les principaux sont :
- Ruisseau de Monsourbé : 5 km
- Ruisseau de Larros : 7,9 km
- la Loustère : 14 km

## Hydrologie
Alimentation pluviale, explique les sautes de son débit, les crues brutales lors d'orage qui peuvent prendre, parfois, un caractère catastrophique.